# APO Akratitos
APO Akratitos (grec: Ακράτητος) - jest greckim klubem piłkarskim z siedzibą w Ano Liosia.

## Historia
APO Akratitos został założony 1963. W 2001 po raz pierwszy awansował do Alpha Ethniki. Akratitos występował w greckiej ekstraklasie przez 3 sezony. W 2003 klub wystąpił w Pucharze Intertoto. Akratitos odpadł w drugiej rundzie z fińskim AC Allianssi. Ostatni raz Akratitos występował w Super League w sezonie 2005-2006, kiedy to zajął ostatnie miejsce. Z powodu kłopotów finansowych klub został zdegradowany do Delta Ethniki (IV Liga). Obecnie klub występuje w Ateńskiej lidze lokalnej (V liga).
Do Akratitosu należy niechlubny rekord frekwencji w greckiej ekstraklasie. Na meczu Akratitosu z Aigaleo Ateny było tylko 16 widzów.

## Sukcesy
- 4 sezonów Alpha Ethniki: (2001-2004, 2005-2006).
- start w Pucharze Intertoto w 2003.

## Europejskie puchary
Legenda do wszystkich tabel:
- Q – runda eliminacyjna, 1/16, 1/8, 1/4, 1/2 – odpowiednia faza rozgrywek, Grupa – runda grupowa, 1r gr – pierwsza runda grupowa, 2r gr – druga runda grupowa, F – finał, R – runda, PO – play-off
- k. – rzuty karne, los. – losowanie, Dogr. – dogrywka, w. – zasada bramek strzelonych na wyjeździe

| Sezon | Rozgrywki        | Runda | Klub         | Dom | Wyjazd | Ogólnie |
| ----- | ---------------- | ----- | ------------ | --- | ------ | ------- |
| 2003  | Puchar Intertoto | 2R    | AC Allianssi | 0–1 | 0–0    | 0–1     |